# Liste des comtes de Pallars
 (octobre 2013).
Si vous disposez d'ouvrages ou d'articles de référence ou si vous connaissez des sites web de qualité traitant du thème abordé ici, merci de compléter l'article en donnant les références utiles à sa vérifiabilité et en les liant à la section « Notes et références ».
Ceci est une liste des comtes de Pallars, qui ont gouverné le comté de Pallars, un des comtés catalans médiévaux, entre la fin du IXe siècle et le début du XIe siècle, et de leurs successeurs :
- les comtes de Pallars Jussà, qui ont dirigé le comté de Pallars Jussà entre 1010 et 1192 ;
- les comtes, puis marquis de Pallars Sobirà, qui ont dirigé le comté de Pallars Sobirà à partir de 1010.

## Comtes de Pallars
- Raymond Ier, comte de Pallars et de Ribagorce (870-920) ;
- Loup (920-947) et Isarn (920-948), tous deux fils du précédent et comtes conjoints de Pallars ;
- Raymond II (948-995), Borrell (948-995), puis Armengol (995-1010), et Suniaire (948-1011), fils de Loup de Pallars et comtes conjoints de Pallars.

Suniaire, qui a unifié le comté de Pallars, après la mort de ses frères Raymond II et Borrell, puis de son neveu Armengol, le divise entre ses deux fils, Raymond III, auquel il confie le Pallars Jussà, et Guillaume Ier, qui reçoit le Pallars Sobirà.

## Comtes de Pallars Jussà
- Raymond III, fils de Suniaire de Pallars et comte de Pallars Jussà (1011-1047) ;
- Raymond IV, fils du précédent et comte de Pallars Jussà (1047-1098) ;
- Arnaud Raymond, fils du précédent et comte de Pallars Jussà associé  (1098-1111) ;
- Pierre Raymond, fils de Raymond IV de Pallars, frère du précédent et comte de Pallars Jussà associé (1098-1113) ;
- Bernard Raimond, fils de Raymond IV de Pallars, frère du précédent et comte de Pallars Jussà (1113-1124) ;
- Arnaud Mir/Miron, fils d'Arnaud Raymond de Pallars Jussà et comte de Pallars Jussà (1124-1174) ;
- Raymond V, fils du précédent et comte de Pallars Jussà (1174-1178) ;
- Valence ou Valencia, fille du précédent et comtesse de Pallars Jussà (1178-1182) ;
- Douce de So, fille de Bernard Raymond de Pallars Jussà, tante de la précédente et comtesse de Pallars Jussà (1182-1192).

À sa mort en 1192, la dernière comtesse de Pallars Jussà, Douce de So, fait donation testamentaire de son comté à son suzerain, le roi d'Aragon et comte de Barcelone Alphonse II/Ier. Le comté est définitivement intégré à la Couronne d'Aragon.

## Comtes de Pallars Sobirà

### Dynastie de Pallars
- Guillaume Ier, fils de Suniaire de Pallars et comte de Pallars Sobirà (1011 - 1035) ;
- Bernard Ier, fils du précédent et comte de Pallars Sobirà (1035 - 1049) ;
- Artaud Ier, fils de Guillaume Ier, frère du précédent et comte de Pallars Sobirà (1049 - 1081) ;
- Artaud II, fils du précédent et comte de Pallars Sobirà (1081 - 1124) ;
- Artaud III, fils du précédent et comte de Pallars Sobirà (1124 - 1167) ;
- Artaud IV, fils du précédent et comte de Pallars Sobirà (1167 - 1180/1182) ;
- Bernard II, fils du précédent et comte de Pallars Sobirà (1180/1182 - 1199) ;
- Guillemine, fille d'Artaud IV, sœur du précédent et comtesse de Pallars Sobirà (1199 - 1229).

En 1229, Guillemine vend le comté à son époux, Roger de Couserans (fils cadet de Bernard III Dodon de Samatan, comte de Comminges), avec lequel elle n'a pas de descendance. Le comté passe donc à son époux, puis à ses enfants d'un autre lit.

### Dynastie de Comminges
- Roger Ier de Pallars Sobirà, vicomte de Couserans (1211-1240), époux de Guillemine de Pallars, comte de Pallars Sobirà (1216 - 1240) ;
- Roger II, comte de Pallars Sobirà (1236-1256) et vicomte de Couserans (1240-1256) ;
- Arnaud Roger Ier, comte de Pallars Sobirà (1256-1288) ;
- Raymond Roger Ier, comte de Pallars Sobirà (1288-1295) ;
- Sibylle de Pallars Sobirà, fille d'Arnaud Roger Ier et nièce du précédent, comtesse de Pallars Sobirà (1295-1330).

En 1297, Sibylle épouse Hugues VII de Mataplana, seigneur d'Urtx (au sud de Puigcerda : Urtx (es)). Leurs enfants forment la nouvelle dynastie régnante du Pallars Sobirà.

### Dynastie de Mataplana
- Arnaud Roger II, fils du précédent et comte de Pallars Sobirà (1330 - 1343)
- Raymond Roger II, fils de Hugues VII de Mataplana, frère du précédent et comte de Pallars Sobirà (1343 - 1350)
- Hugues Roger Ier, fils du précédent et comte de Pallars Sobirà (1350 - 1366)
- Arnaud Roger III, fils du précédent et comte de Pallars Sobirà (1366 - 1369)
- Hugues Roger II, fils de Hugues Roger Ier, frère du précédent et comte de Pallars Sobirà (1369 - 1416)
- Roger Bernard, fils du précédent et comte de Pallars Sobirà (1416 - 1424)
- Bernard Roger, fils du précédent et comte de Pallars Sobirà (1424 - 1442)
- Arnaud Roger IV, fils de Roger Bernard, frère du précédent et comte de Pallars Sobirà (1442 - 1451)
- Hugues Roger III, fils du précédent et comte de Pallars Sobirà (1451 - 1491)

En 1491, Hugues Roger III est jugé pour rébellion contre le roi d'Aragon et déchu de tous ses titres. Jean Raymond IV Folch de Cardona, qui a conquis le comté de Pallars Sobirà au nom du roi, reprend le titre de Pallars Sobirà avec le titre de marquis de Pallars, et le rang de duc pour Cardona.

## Marquis de Pallars Sobirà

### Dynastie de Cardona
- Jean Raymond Ier, duc de Cardona, comte de Prades, vicomte de Vilamur (es) (1487 - 1513) et marquis de Pallars (1491 - 1513) ;
- Ferdinand, fils du précédent, duc de Cardona et marquis de Pallars (1513 - 1543) ;
- Jeanne Ire, fille du précédent, duchesse de Cardona et marquise de Pallars (1543 - 1564).

Jeanne Folch de Cardona épouse Alphonse, duc de Segorbe/Sogorb (arrière-petit-fils de Ferdinand Ier d'Aragon). Ils fondent la dynastie des Cardona y Aragón, et le titre de Pallars revient à leur fils, François de Cardona y Aragón.

### Dynastie de Cardona y Aragón
- François, duc de Cardona et de Ségorbe, et marquis de Pallars (1564 - 1572) ;
- Jeanne II, sœur du précédent, duchesse de Cardona et de Segorbe, et marquise de Pallars (1572-1608).

Jeanne Folch de Cardona y Aragón épouse Diego Fernández de Córdoba, marquis de Comares. Ils fondent la dynastie des Aragón Cardona y Córdoba, et le titre de Pallars revient à leur petit-fils, Henri Raymond d'Aragón Cardona y Córdoba.

### Dynastie de Aragón Folch de Cardona y Córdoba
- Enrique Ramón de Aragón Folch de Cardona (1601 - 1640), marquis de Comares (1601 - 1640), duc de Cardona et de Segorbe, et marquis de Pallars (1608 - 1640) ;
- Luis de Aragón Folch de Cardona, fils du précédent, duc de Cardona et de Segorbe, marquis de Comares et de Pallars (1640 - 1670) ;
- Joaquín de Aragón Folch de Cardona, fils du précédent, duc de Cardona et de Segorbe, marquis de Comares et de Pallars (1670) ;
- Pedro Antonio de Aragón, fils d'Enrique Ramón de Aragón Folch de Cardona, oncle du précédent, duc de Cardona et de Segorbe, marquis de Comares et de Pallars (1670 - 1675) ;
- Catalina Antonia de Aragón Folch de Cardona, fille de Luis de Aragón, demi-sœur de Joaquín de Aragón et nièce du précédent, duchesse de Lerma (1660 - 1697), duchesse de Cardona et de Segorbe, et marquise de Comares et de Pallars (1675 - 1697).

Catalina Antonia de Aragón est l'épouse de Juan Francisco de la Cerda (1637-1691), duc de Medinaceli. À sa mort, ses domaines et titres reviennent à leur fils, Luis Francisco de la Cerda y Aragón (1654–1711), duc de Medinaceli , puis au neveu maternel de ce dernier, Nicola Fernandez de Cordoba (1682-1739 ; en fait un Suárez de Figueroa en lignée mâle), à son tour duc de Medinaceli, fils de sa sœur Feliche María de la Cerda-Medinacelli.